# Теллус
Те́ллус или Теллу́ра (лат. Tellus) — древнеримское божество Матери-земли (лат. Terra Mater), призывавшееся в молитвах вместе с Церерой.
Соответственное мужское божество носило имя Теллумо́н (лат. Tellumo).
Как представительница земли, Теллус противопоставлялась Юпитеру, божеству неба. В клятвах, а также в тех случаях, когда дело шло о космической совокупности явлений природы, оба божества призывались вместе. Олицетворяя материнское лоно земли, воспринимающее семена и дающее новую жизнь, Теллус считалась создательницею всего сущего и предпочтительно перед другими богинями призывалась как mater; с другой стороны к ней обращались как к богине смерти, поскольку она представляла собой как бы общую могилу всего, что утратило жизнь. Кроме того, Теллус была устроительницей миропорядка, подательницей благоденствия и покровительницей браков, подобно греческой Деметре Законодательнице. Как божество земли, Теллус призывалась также при землетрясениях. По случаю наступившего среди битвы землетрясения в 268 году до н. э., во время войны с жителями Пицена и захвата их столицы Аскулума, консул Публий Семпроний Соф дал обет воздвигнуть в честь Теллус храм, который и был выстроен на западном склоне Эсквилинского холма.
Из празднеств, установленных в честь Теллус, известны следующие:
- Feriae Sementivae — праздник посева, справлявшийся в январе по назначению понтифика (лат. feriae conceptivae);
- Ludi Terentini — секулярные игры;
- Paganalia — сельский праздник, справлявшийся одновременно с Feriae Sementivae, причём в честь Теллус и Цереры приносилась в жертву супоросая свинья;
- Eordicidia или Hordicidia — праздник заклания стельной коровы (лат. forda), установленный для обеспечения наступающему году плодородия и справлявшийся при участии понтификов и весталок отчасти на Капитолии и в тридцати куриях, отчасти за чертой города. Пепел неродившихся телят хранился весталками до праздника Парилий (21 апреля), когда им пользовались для очищения.